# Lobièra
Vilard-Lobiera (en francès Villar-Loubière) és un municipi francès situat al departament dels Alts Alps i a la regió de Provença – Alps – Costa Blava. NB. Vilard no existeix ----> Vilar.

## Demografia
| 1806                                       | 1962 | 1968 | 1975 | 1982 | 1990 | 1999 | 2006 | 2016 |
| ------------------------------------------ | ---- | ---- | ---- | ---- | ---- | ---- | ---- | ---- |
| 260                                        | 90   | 95   | 78   | 74   | 59   | 62   | 52   | 40   |
| Des de 1962: població sense dobles comptes |      |      |      |      |      |      |      |      |

## Administració
| Període | Identitat      | Partit |
| ------- | -------------- | ------ |
| 2001-   | Georges Bellon |        |
| 2017-   | Marie Bellon   |        |